# Solo nell'anima
Solo nell'anima è il ventunesimo album inciso nel 1994 dal cantautore italiano Gigi Finizio ed è una raccolta, infatti il cantante napoletano raccoglie dieci dei più grandi testi fatti precedentemente al 1994.

## Tracce
1. Un'estate al mare (cover Mauro Nardi)
2. Odio
3. Ritorna ammore
4. Che friddo
5. 23 33 44 e pò natu 3
6. Nun riattaccà
7. E m'annammore 'e te
8. E dint' 'a nuje
9. Vedimmece annascuso
10. Nun te spusà